# Liste des gares en Vaucluse

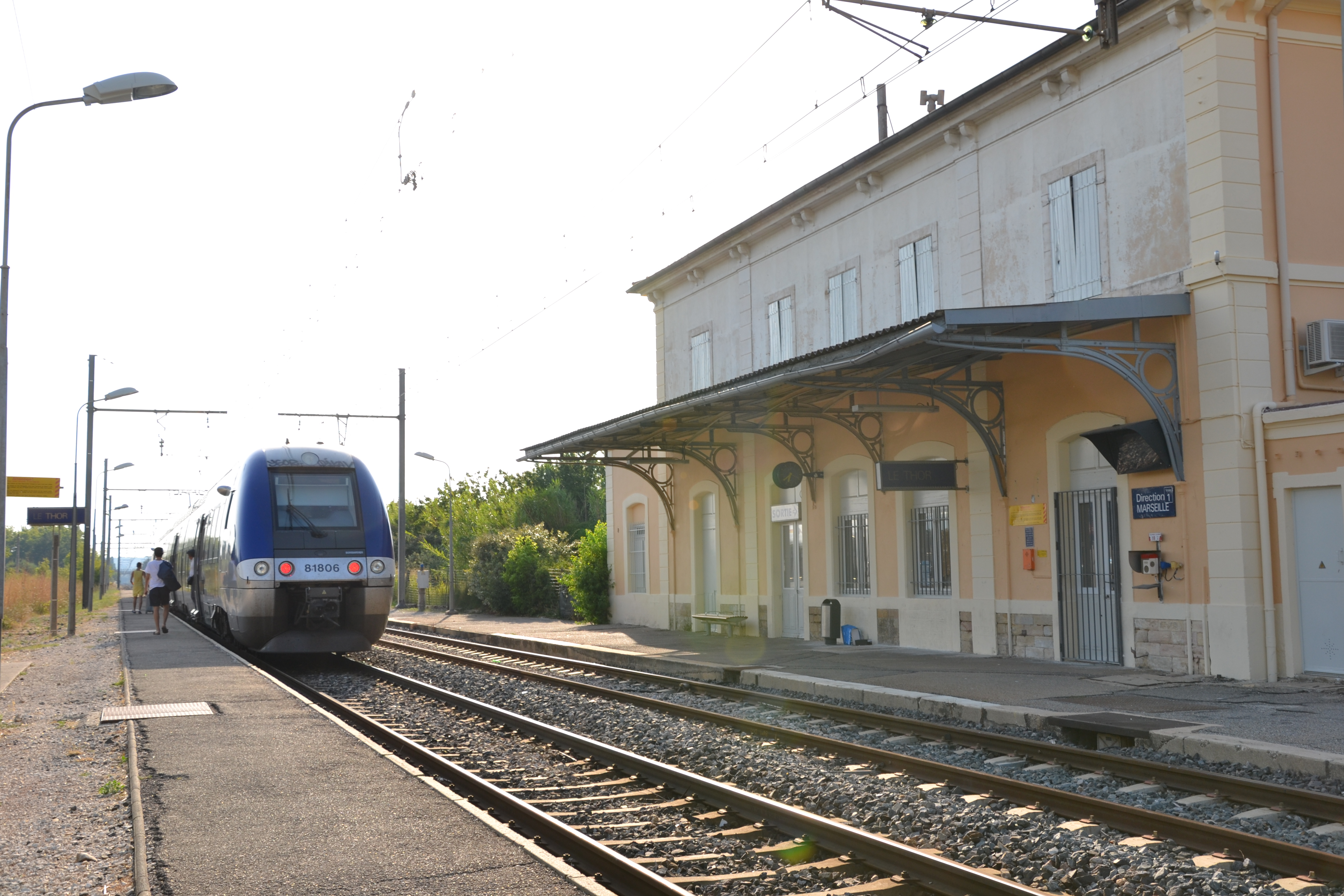
AGC en gare du Thor

La liste des gares en Vaucluse, est une liste des gares ferroviaires, haltes ou arrêts, situées dans le département du Vaucluse, en région Provence-Alpes-Côte d'Azur.
Liste actuellement non exhaustive, les gares fermées sont en italique et les principales gares de préfectures ou sous-préfectures sont indiquées en gras.

## Gares ferroviaires des lignes du réseau national

### Gares ouvertes au trafic voyageurs
- Gare d'Avignon TGV
- Gare d'Avignon-Centre
- Gare de Bédarrides
- Gare de Bollène-La Croisière
- Gare de Carpentras
- Gare de Cavaillon
- Gare de Courthézon
- Gare d'Entraigues-sur-la-Sorgue
- Gare de Gadagne
- Gare de L'Isle - Fontaine-de-Vaucluse
- Gare de Monteux
- Gare de Montfavet
- Gare de Morières-lès-Avignon
- Gare d'Orange
- Gare de Pertuis
- Gare de Saint-Saturnin-d'Avignon
- Gare de Sorgues - Châteauneuf-du-Pape
- Gare du Thor

### Gares fermées au trafic voyageurs: situées sur une ligne en service
- Gare d'Althen-les-Paluds
- Gare d'Avignon-Fontcouverte (ouverte au fret)
- Gare de Borrys
- Gare de Cadenet
- Gare de Cavaillon-MIN (ouverte au fret)
- Gare de Cheval-Blanc
- Gare de Grande-Bastide
- Gare de Lauris
- Gare de Logis-Neuf
- Gare de Mérindol
- Gare de Mirabeau
- Gare de Mondragon
- Gare de Mornas
- Gare de La Palud
- Gare de Petit-Palais
- Gare de Piolenc
- Gare du Pontet
- Gare de Puget
- Gare de Villelaure

### Gares fermées au trafic voyageurs situées sur une ligne fermée
- Gare d'Apt
- Halte d'Apt
- Gare d'Aubignan - Loriol
- Gare des Beaumettes
- Gare de Bonnieux
- Gare des Chênes
- Gare de Goult - Lumière
- Gare de Jonquières
- Gare de Maubec
- Gare de Perne
- Gare de Pied-Card
- Gare de Robion
- Gare de Saignon
- Gare de Saint-Martin-de-Castillon
- Gare de Sarrians - Montmirail
- Gare de Velleron
- Gare de Viens

## Voie étroite

### Gares fermées au trafic voyageurs situées sur une ligne fermée
- Gare de Camaret
- Gare d'Entrechaux
- Gare de Grillon
- Gare de Malaucène - Crestet
- Gare de Roaix
- Gare de Sablet
- Gare de Séguret
- Gare de Vaison-la-Romaine
- Gare de Valréas
- Gare de Violès

## Les lignes ferroviaires

### En service
- Ligne d'Avignon à Miramas
- Ligne de Combs-la-Ville à Saint-Louis (LGV)
- Ligne de Lyon-Perrache à Marseille-Saint-Charles (via Grenoble)
- Ligne de Paris-Lyon à Marseille-Saint-Charles
- Ligne de Sorgues - Châteauneuf-du-Pape à Carpentras
- Ligne de Villeneuve-lès-Avignon à Avignon

### Désaffectée
- Ligne de Cavaillon à Saint-Maime - Dauphin
- Ligne d'Orange à Buis-les-Baronnies
- Ligne d'Orange à l'Isle - Fontaine-de-Vaucluse
- Ligne de Pierrelatte à Nyons